# Taxilejeunea serpillifolioides
Taxilejeunea serpillifolioides là một loài Rêu trong họ Lejeuneaceae. Loài này được (Raddi) D. P. Costa mô tả khoa học đầu tiên năm 2009.